# محطة الخليج الكبرى للطاقة النووية
محطة الخليج الكبرى للطاقة النووية هي محطة طاقة نووية مع مفاعل يعمل بالماء المضغوط من قبل شركة جنرال الكتريك.

## الموقع
```
تقع على مساحة 2100 
فدان
 (850 هكتار) بالقرب من ميناء جيبسون 
بولاية ميسيسيبي
.
[
2
]
 الموقع مشجر ويحتوي على بحيرتين وعلى برج تبريد طبيعي بطول 520 قدم.
[
3
]
```

## الأهمية
محطة الخليج الكبرى للطاقة النووية هي الأقوى في الولايات المتحدة مع قدرة أساسية تبلغ 4408 ميجاوات وإجمال الناتج الكهربائي يبلغ حوالي 1500 ميجاوات.